# Артёменко, Анна Фёдоровна
Анна Фёдоровна Артёменко (3 декабря 1924, деревня Беляи, Полоцкий район — 31 июля 2010) — вязальщица Витебской чулочно-трикотажной фабрики имени КИМ, Герой Социалистического Труда (1971)
Член КПСС с 1962. С 1956 вязальщица витебской чулочно-трикотажной фабрики «КИМ». Звание Героя присвоено за досрочное выполнение заданий 5-летнего плана и творческий вклад в развитие производства продукции легкой промышленности.